# Анчигорово
Анчигорово — опустевшая деревня в Вичугском районе Ивановской области. Входит в состав Сошниковского сельского поселения.

## География
Находится в северо-восточной части Ивановской области на расстоянии приблизительно 23 км на восток-юго-восток по прямой от районного центра города Вичуга.

## История
Деревня уже появилась на карте 1840 года. В 1872 году здесь (тогда Юрьевецкий уезд Костромской губернии) было учтено 24 двора, в 1907 году — 38.

## Население
Постоянное население составляло 142 человека (1872 год), 164 (1897), 205 (1907), 0 как в 2002 году, так и в 2010.